# 高岡関野神社
高岡関野神社（たかおかせきのじんじゃ）は、富山県高岡市末広町にある神社。旧字表記は高岡關野神社。別名は高の宮（たかのみや）。旧社格は県社。

## 祭神
本殿が3棟あり、それぞれ以下の神を祀る。
- 神明社（国常立尊、保食神、天照皇大神、三毛入命）
- 熊野社（伊弉冉尊、事解男命、速水之命）相殿（素盞嗚命、軻遇突智)
- 稲荷社（稲倉魂命（稲荷大神）、菅原道真公、前田利長公）

## 歴史
高岡関野神社は、江戸時代までは加久彌神社（神明社）、関野神社（熊野社）、高岡神社（稲荷社）の3社で、あわせて関野三社と呼ばれていた。
加久彌神社（かくみじんじゃ）は、関野郷上関村（現在の高岡市上関）にあった式内小社であったとされる。ただし、加久彌神社の論社は現在の氷見市神代にもあり、当社が「加久彌」の扁額を掲げようとした所、氷見の加久彌神社の氏子がおしかけてその扁額を使わせないようにしたという話が伝わっている。
関野神社（せきのじんじゃ）は、1604年（慶長9年）、射水郡水戸田村（現在の射水市水戸田3934）の熊野山密蔵寺より分霊して熊野宮と称したのに始まる。
高岡神社（たかおかじんじゃ）は、1610年（慶長15年）、前田利長が高岡城を築城する際に稲荷大神を勧請して城の鎮守としたのに始まる。加賀藩主前田家の崇敬を受け、後に前田利長の霊が合祀された。
1806年（文化3年）、加久彌神社、関野神社、高岡神社が現在地に遷座し、同一の境内で祀られるようになった。明治に入り、加久彌神社は関野神社に合祀され、郷社に列した。高岡神社は県社となった。1919年（大正8年）、関野神社に高岡神社を合祀し、県社高岡関野神社となった。

## 祭礼
5月1日の例祭は「高岡御車山祭（たかおかみくるまやままつり）」と呼ばれ、「御車山」と呼ばれる7基の曳山が高岡の市街地を巡る。
1960年6月9日、「高岡御車山」が重要有形民俗文化財に、1979年2月3日、「高岡御車山祭の御車山行事」が重要無形民俗文化財に指定されている。

## 氏子地域
定塚地区
宮脇町通り
宮脇町一丁目
末広町二区
末広町一区
桐木町
新横町
中央町
御旅屋町
大福院通り
大仏町
博労地区
白銀町
南町三区
南町二区
南町一区
鴨川町
清水町二区
清水町上区
清水町一丁目
清水本町
博労町一区
浜田町
南町四区
鴨島町一区
幸町
博労町
通町
鴨島町
二番町
利屋町
平米地区
高片原町
片原中島町
片原町
片原横町
堀上町（神社鎮座地）
守山町
木舟町
小馬出町
元町
平米町
千木屋町
坂下町
源平町
三番町
一番町
御馬出町
成美地区
大坪地子町
成美町一丁目
母衣町
油町
塩倉町
袋町
上桶屋町
立横町
梶原町
下関地区
芳野町